# Деревянко, Татьяна Тимофеевна
Татьяна Тимофеевна Деревянко (в девичестве — Белоненко; 4 мая 1930 — 27 июля 2001) — советский и украинский киновед. Заслуженный работник культуры УССР (1985). Лауреат премии на фестивале немых фильмов в г. Парденоне (Италия) за выдающийся вклад в мировое кино (1998). Лауреат по разделу «Муза кино» премии В. Холодной «Семь красавиц» (2001).

## Биография
Родилась 4 мая 1930 в Днепропетровске в семье врача Тимофея Белоненко и экономиста. Внучка государственного и политического деятеля Я. Гололобова.
В 13 лет отец взял Татьяну на фронт, помогать во фронтовом госпитале. Награждена медалями.
В 1954 году окончила филологический факультет Киевского государственного университета им. Т. Г. Шевченко. В 1955—1957 годах работала корреспондентом «Курортной газеты» (Ялта).
С 1957 года — директор музея А. П. Довженко Национальной киностудии им. А. П. Довженко, занимала эту должность более 40 лет, до своей смерти летом 2001 года.
Была членом Национального союза кинематографистов Украины (1971).
Умерла 27 июля 2001 в Киеве.
13 октября 2001 года в её честь названа малая планета № 8984.

## Кинематографическая деятельность
Автор сценария мультфильма «Счастливый принц» (1990, в соавторстве с Е. Парфенюк), многих статей о деятелях украинского кино, участвовала в составлении собрания сочинений А. Довженко в пяти томах, сборников «Игорь Савченко» (1980), «Про Тимофея Левчука» (1981), «Щорс» (1985).
Консультант фильмов, посвящённых творчеству А. Довженко.
Организовала около 100 выставок, посвящённых украинскому киноискусству.
Собрала материалы для книги «Будем жить!» (Киев, 1995, в соавторстве с Е. Парфенюк), «Еврейские кинематографисты в Украине. 1917—1945» (Киев, 2004 в соавторстве с Ю. Морозовым).
Лауреат премии Союза кинематографистов Украины за книгу «Игорь Савченко».